# Кокур
Кокур (фр. Caucourt) насеље је и општина у североисточној Француској у региону Север-Па д Кале, у департману Па де Кале која припада префектури Béthune.
По подацима из 2011. године у општини је живело 331 становника, а густина насељености је износила 60,07 становника/km². Општина се простире на површини од 5,51 km². Налази се на средњој надморској висини од 112 метара (максималној 157 m, а минималној 94 m).

## Демографија
| 1962. | 1968. | 1975. | 1982. | 1990. | 1999. | 2011. |
| ----- | ----- | ----- | ----- | ----- | ----- | ----- |
| 282   | 283   | 268   | 275   | 270   | 277   | 331   |

График промене броја становника у току последњих година